# Sweet Disposition
«Sweet Disposition» es una canción de la banda indie rock australiano The Temper Trap.
La canción apareció en la banda sonora de la película (500) Days of Summer, 3 días para matar y series de televisión Greek, Skins, 90210, Underbelly: A Tale of Two Cities y videojuegos Pro Evolution Soccer 2011.

## Videos musicales
Hay tres videos musicales para la canción. La versión australiana/doméstica, dirigida por Madeline Griffith, cuenta con la banda tocando junto con material de archivo de movimiento lento de las bombillas rompiendo sobre el suelo. La versión Reino Unido/internacional dirigida por Barnaby Roper, cuenta con una rodilla chica patinaje a través del espacio, imágenes transparentes últimos de cada miembro de la banda. Esa versión también se escuchó en Australia tras aumento de la canción en popularidad en 2010. La versión de Estados Unidos, dirigido por Daniel Eskils, fue lanzado en marzo de 2010. Esta versión muestra los miembros de la banda escuchando con instrumentos musicales, así como la demolición de ellos, todo esto siendo grabados con una cámara de alta velocidad.

## Lista de canciones
Promo - CD-Single Infectious INFECT103CDP
1. Sweet Disposition - 3:53

## Posicionamientos en listas
| Listas (2009-2012)                          | Mejor posición |
| ------------------------------------------- | -------------- |
| Australian Singles Chart                    | 14             |
| Dutch Top 40                                | 32             |
| Italian Airplay Chart[cita requerida]       | 3              |
| Japan Hot 100                               | 15             |
| Irish Singles Chart                         | 8              |
| New Zealand Singles Chart                   | 34             |
| UK Singles Chart                            | 6              |
| UK Indie Singles Chart                      | 5              |
| UK Official Streaming Chart Top 100         | 80             |
| US Billboard Alternative Songs              | 9              |
| US Billboard Rock Songs                     | 17             |
| US Billboard Hot Dance Club Songs           | 3              |
| US Billboard Hot Dance Airplay              | 1              |
| US Billboard Bubbling Under Hot 100 Singles | 8              |

### Posición fin de año
| Listas (2009)    | Posición |
| ---------------- | -------- |
| UK Singles Chart | 78       |

| Listas (2010)                      | Posición |
| ---------------------------------- | -------- |
| Australian Singles Chart           | 56       |
| Italian Singles Chart              | 55       |
| U.S. Billboard Hot Dance Club Play | 43       |